# 山东公立工业专门学校
山东公立工业专门学校是山东大学的前身之一。

## 历史
在1912年由青州府高密中等工业学堂和济南中等工业学堂合并而成。校址最初位于济南趵突泉街济南中等工业学堂，并入山东第一中学后，迁入第一中学尚志堂校舍。学堂监督（校长）为许衍灼。1913年根据教育部颁发的《专门学校令》和《工业专门学校规程》定名为山东公立工业专门学校。1914年山东大学堂停办后，部分教员转入该校担任教员。
山东公立工业专门学校旨在培养具有高等知识和技能的工业人才。分为专科部和预科部（又称讲习班）。专科部设有机织、染色、应用化学、研究四科；预科部设有金工好和染织两科。1920年，讲习班停办。
预科班学制一年，招收中学毕业生和同等学力者，考试合格后升入专科。专科学制3年，包括普通科目、基础理论、专业和实习四类课程。讲习班则招收在职人员和小学程度以上者，教授工业方面的必要技能和知识，以专业课和实习为主，学制一年。
1926年，该校与其他五所专门学校合并重建省立山东大学。从成立到合并其间，共毕业机织科8班，染色科2班，应用化学科5班，讲习班的金工和染织各一班，共有毕业生239人。毕业生中除少数从事工业外，大多数改行另谋他路。